# 첨절제사
첨절제사(僉節制使)는 조선왕조의 무관 관직이다. 지방 군영(진영)의 장수, 즉 첨절제사진(鎭, 부대)의 영장(營將, 지휘관)이며, 기준 품계는 종3품이었다. 육군은 병마첨철제사(兵馬僉節制使), 수군은 수군첨절제사(水軍僉節制使)인데, 병마첨절제사는 지방관인 정3품 목사(牧使), 종3품 도호부사(都護府使) 등이 겸직하였고, 수군 직책만 전임(專任)으로 운영되었다. 약칭 첨사(僉使).

## 운영
첨절제사는 무예(武藝) 시험을 거친 자로 임명하며, 법으로 규정된 임기는 900일이다. 첨절제사는 직속 상관인 절도사, 휘하 장수인 만호(萬戶) 등과 상피 관계에 있었으며, 첨절제사를 지내면 지방관을 거치지 않았더라도 품계를 올려주었다.

## 인물
널리 알려진 첨절제사 관직 역임자는 아래와 같다.
- 정발 : 경상좌수영 부산진수군첨절제사, 임진왜란 당시 부산진성 전투에서 순절, 시호 충장(忠壯)
- 윤흥신 : 경상좌수영 다대포진수군첨절제사, 임진왜란 당시 다대포진성 전투에서 순절
- 이순신 : 전라좌수영 방답진첨절제사, 임진왜란 당시 활약 (충무공 이순신과 동명이인)

## 기타
첨절제사의 품계와 지휘 병력 규모는 현재 군대의 여단장(준장) 또는 연대장(대령)에 상당한다. 임무와 병력이 축소되면 현재 군대의 대대장급에 해당하는 종4품 만호가 지휘하는 진(만호진)으로 강등되기도 한다.

## 같이 보기
- 수군
- 만호